# PH-BFB
De PH-BFB is een Boeing 747-400 die in 1989 door Boeing werd geleverd aan KLM, die haar City of Bangkok doopte. Sinds 2019 wordt het toestel tentoongesteld in kleuren van Corendon op het buitenterrein van het Corendon Village Hotel in Badhoevedorp.

## In dienst van KLM
De BFB werd op 20 juni 1989 afgeleverd aan KLM. Een maand eerder ontving KLM haar eerste Boeing 747-400, de PH-BFA. De BFB was de tweede 747-400 voor KLM. KLM had op dat moment al de Boeing 747-200 en -300 in dienst. De 747-400 was een moderner en zuiniger type. 
Bij de aflevering werd het toestel ceremonieel gedoopt tot City of Bangkok, naar de bestemming van de allereerste vlucht die KLM ermee uitvoerde. Een officieel plakkaat van de stad Bangkok herinnerde hieraan. Dit plakkaat hing in het toestel bij de trap naar het opperdek. Bij terugkomst van deze eerste vlucht hielden boeddhistische monniken een gebedsdienst voor het vliegtuig. 
Op 24 april 2016 maakte de PH-BFB een bird strike mee. Tijdens het opstijgen van Schiphol naar Los Angeles, vlogen enkele vogels de motoren in. Uit veiligheidsoverwegingen vloog het toestel door tot Norwich en maakte daar rechtsomkeert. De Jumbo Jet dumpte kerosine boven de Noordzee en vloog terug naar Schiphol waar ze ongeveer 90 minuten na de inslag weer landde. Een week later keerde de machine weer terug in reguliere dienst. 
Nadat de PH-BFA op 7 november 2016 uit dienst werd gehaald bij KLM, was de PH-BFB officieel de oudste nog vliegende 747-400 ter wereld. Dit record behield ze tot haar eigen uitfasering op 26 november 2018.
Het toestel maakte in haar carrière bij KLM totaal 134.000 vlieguren en 36.000 starts en landingen.  

## Corendon

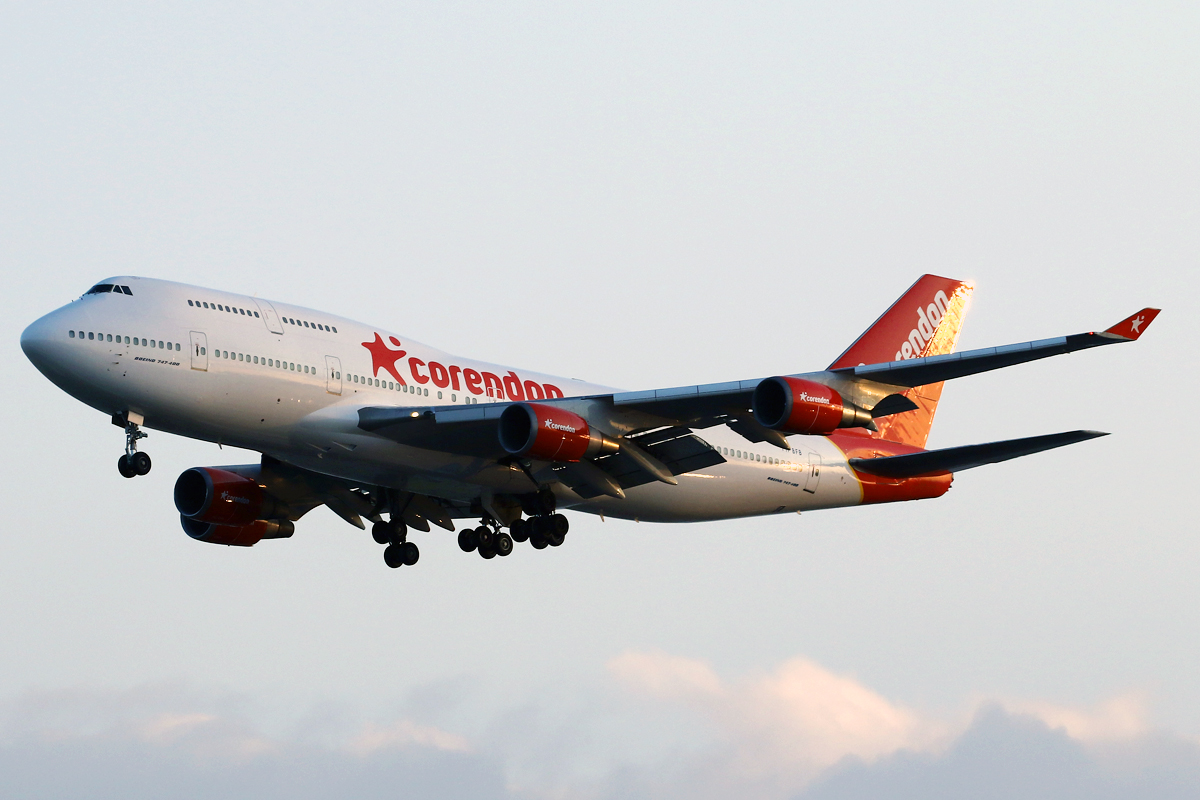
De PH-BFB in Corendon kleuren tijdens de landing op Schiphol

In het voorjaar van 2018 maakte Corendon bekend plannen te hebben om een Boeing 747 aan te schaffen als pronkstuk bij het nieuwe hotel in Badhoevedorp, naast de A9. In oktober 2018 kwam het nieuws dat Corendon de BFB van KLM zou kopen. Op 25 november 2018 maakte de BFB haar laatste commerciële vlucht voor KLM naar Los Angeles. Het vliegtuig keerde terug op Schiphol op 26 november. Op 10 december vloog het toestel naar Rome om daar in de kleuren van Corendon te worden gespoten. Op 14 december maakte de machine haar allerlaatste vlucht. Omstreeks 16.00 uur landde zij op Schiphol in het nieuwe kleurenschema. Op Schiphol werd zij vervolgens ontdaan van haar motoren en waardevolle apparatuur zoals de APU, brandstofpompen, remmen, airconditioning en de drive-units.
Op 5 februari 2019 begon de verhuizing richting het hotel. In een week werd het toestel op een trailer verplaatst. De 200 ton wegende trailer werd op afstand bestuurd. De trailer had 192 wielen die de 160 ton gewicht van de BFB verdeelden. De trailer werd aangedreven door twee powerpacks, elk met een vermogen van 390 kW, goed voor meer dan duizend pk.
De verhuizing begon op Schiphol vanaf de rand van de Zwanenburgbaan, vanwaar acht kilometer werd afgelegd door de akkerlanden. Om verzakkingen in het drassige land te voorkomen, werden er 21.000 metalen rijplaten neergelegd die als weg over de akkerbouwgrond moesten dienen. 
Onderweg moest de Jumbo Jet oversteken over 17 greppels met behulp van tijdelijk aangelegde bruggen. Het grootste gedeelte van de operatie vond plaats op 9 februari toen de BFB de snelweg A9 moest oversteken. Deze weg werd hiervoor enige tijd afgesloten. Uiteindelijk stak het toestel op 11 februari de Schipholweg over. Met 57 insteken werd de machine 90 graden gedraaid naar haar definitieve plek in de achtertuin van het hotel. Corendon heeft bij 22 instanties vergunningen moeten aanvragen alvorens de verhuizing kon beginnen. De 747 staat op 1,5 meter hoge, stalen sokkels van 15 ton staal elk.
De Jumbo Jet is per aviobrug verbonden met het hotel en dient als 'experience center', waar bezoekers een 5D-ervaring kunnen beleven van een vlucht. Tevens is er een bezoekersruimte ingericht waar de geschiedenis van de Boeing 747 verteld wordt aan de hand van foto's.

## Afbeeldingen

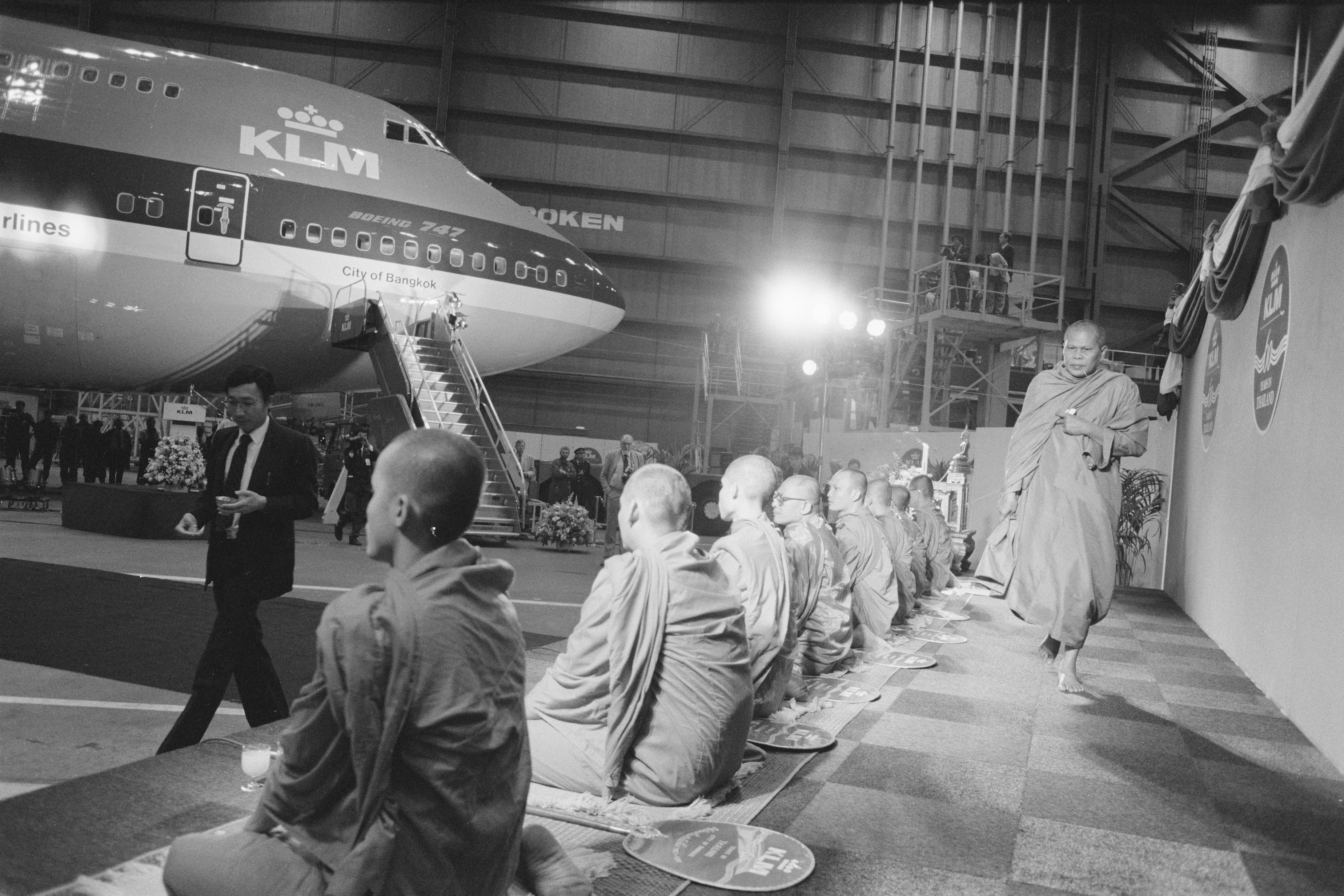
Gebedsdienst van boeddhistische monniken op Schiphol-Oost
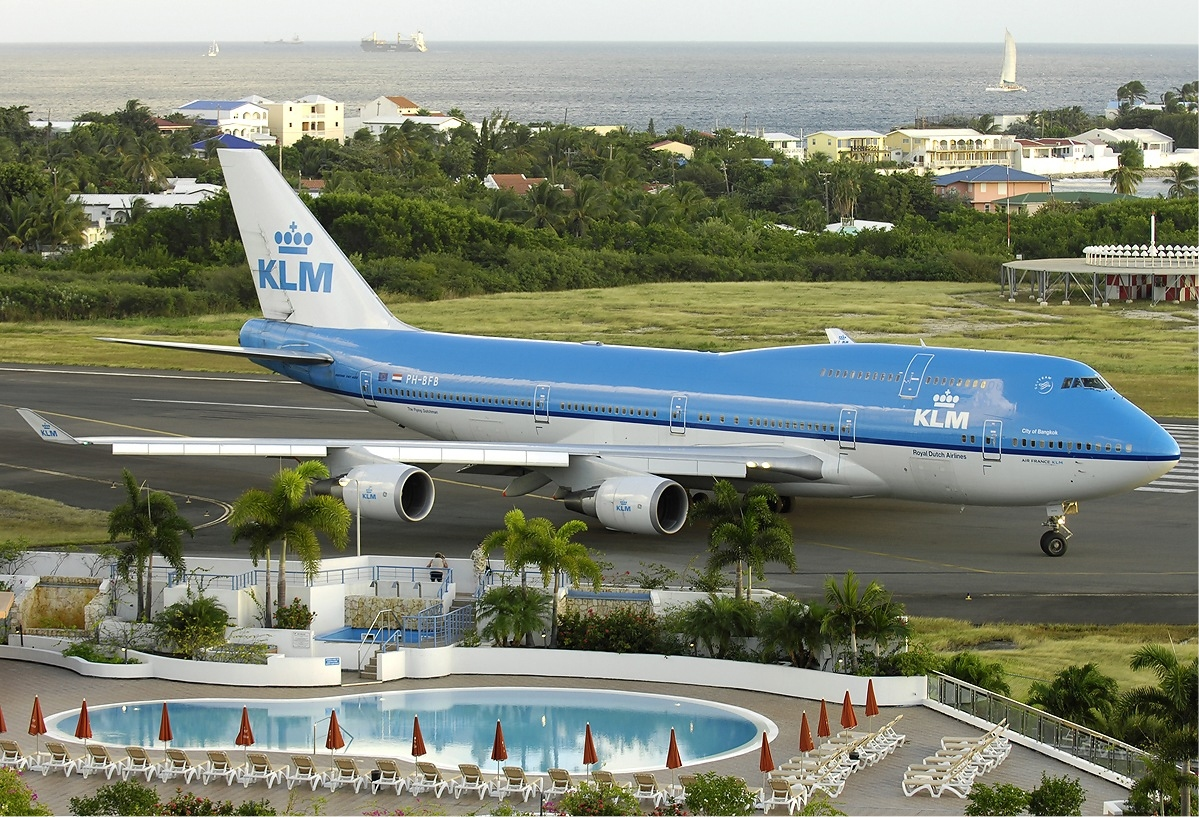
BFB op Princess Juliana International Airport
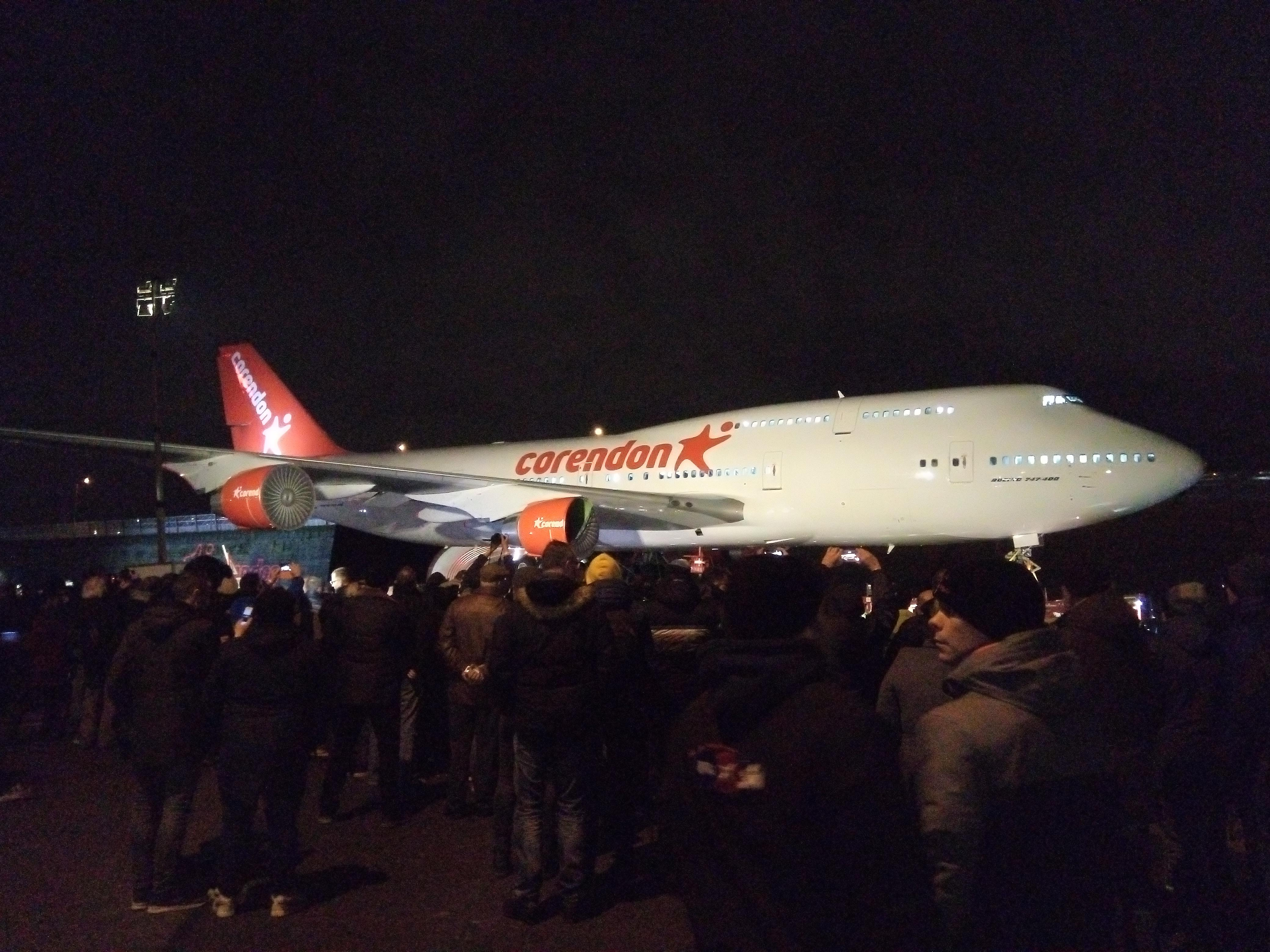
PH-BFB in de laatste fase van de verhuizing naar het Corendonhotel